# 学校法人高知学園
学校法人高知学園（がっこうほうじんこうちがくえん）は、日本の学校法人の一つ。高知県高知市北端町100番地に主たる事務所を置く。前身の江陽学舎から続く、創立100年を超える伝統校で、高知県内で唯一、幼稚園から大学まで擁する総合学園である。

## 歴史
- 1899年（明治32年）4月 - 江陽学舎として創立。
- 1903年（明治36年）4月 - 江陽学舎を江陽学校と改称。
- 1919年（大正8年）4月 - 城東商業学校設立。
- 1921年（大正10年）12月 - 財団法人城東商業学校設立。
- 1929年（昭和4年）3月 - 江陽学校廃止。
- 1944年（昭和19年）4月 - 高知女子商業学校設立。
- 1946年（昭和21年）4月 - 高知女子商業学校を橘高等女学校と改称。
- 1948年（昭和23年）4月 - 城東高等学校・城東中学校設立。
- 1951年（昭和26年）3月 - 財団法人城東高等学校を学校法人城東高等学校に組織変更。
- 1952年（昭和27年）3月 - 学校法人城東高等学校を学校法人城東学園に組織変更。城東学園附属幼稚園設立。
- 1956年（昭和31年）5月 - 学校法人城東学園を学校法人高知学園に組織変更。城東高等学校を高知高等学校と改称。城東中学校を高知中学校と改称。城東学園附属幼稚園を高知学園附属幼稚園と改称。
- 1956年（昭和31年）12月 - 高知小学校開校。
- 1957年（昭和32年）4月 - 現在地の高知市北端町100番地に移転。
- 1960年（昭和35年）1月 - 高知学園高知工業高等学校を開校。
- 1962年（昭和37年）1月 - 高知学園高知工業高等専門学校設立。
- 1963年（昭和38年）3月 - 高知高等学校商業科廃止。高知学園高知工業高等専門学校廃止。
- 1964年（昭和39年）3月 - 高知学園高知工業高等学校廃止。
- 1967年（昭和42年）4月 - 高知学園短期大学設立。
- 1968年（昭和43年）4月 - 高知リハビリテーション学院開学
- 1969年（昭和44年）2月 - 高知学園附属幼稚園を高知幼稚園と改称。
- 1995年（平成7年）4月 - 高知幼稚園を高知学園短期大学附属高知幼稚園と改称。
- 2019年（平成31年）4月 - 高知リハビリテーション専門職大学開学。
- 2020年（令和2年）4月 - 高知学園大学開学。